# Денисов, Арсений Иванович
Арсений Иванович Дени́сов (1908 — 1969) — советский инженер, специалист в области радиолокации, лауреат Сталинской премии.

## Биография
Родился 6 (19 сентября) 1908 года в деревне Никулино (ныне Парфеньевский район, Костромская область). В 1923—1930 годы ученик слесаря, затем слесарь на ленинградском заводе «Электрик».
Окончил ЛЭТИ имени В. И. Ульянова (Ленина) (1935)
В 1935—1942 годы инженер, старший инженер НИИ-49 (НИИ автоматики и специальной связи, Ленинград, после начала войны в эвакуации в Свердловске). В 1942—1962 годы старший инженер, ведущий инженер, начальник лаборатории, старший научный сотрудник НИИ-10 (Москва, в настоящее время — Морской научно-исследовательский институт радиоэлектроники «Альтаир»).
Разработчик радиопередающих устройств для корабельных РЛС.
Умер 28 января 1969 года. 

## Признание
- Сталинская премия второй степени (1946) — за создание РЛС
- орден «Знак Почёта».